# Narcís Vila i Firat
Narcís Vila i Firat (1812- ?) fou un organista i compositor català.
Es va formar a l'escolania de la Catedral de Girona amb Josep Barba. Fou organista de Besalú, la Catedral de Narbona i la Parròquia de Saint Gaudens. Va guanyar un premi de composició a Tolosa.